# Церковь Николая Чудотворца (Быньги)
Вид с высоты
Церковь Николая Чудотворца — приходской храм Южного благочиния Нижнетагильской епархии Русской православной церкви, расположенный в селе Быньги Свердловской области.
Храм находится в 7 км к северу от города Невьянска в старинном уральском селе Быньги. Построен в конце XVIII века. Это один из первых храмов Урала, построенных в стиле классицизма. В его архитектуре сочетаются элементы раннего классицизма и позднего барокко. Архитектурные решения интересны из-за большого количества чугуна, используемого в оформлении: из этого металла сделаны части фундамента, оконные рамы, половые плиты, входные ступени и многие другие элементы.
Постановлением № 1327 Совета министров РСФСР от 30 августа 1960 года храму присвоен статус памятника архитектуры федерального значения. Указом Президента Российской Федерации от 20 февраля 1995 года № 176 храм Николая Чудотворца в Быньгах включён в перечень объектов исторического и культурного наследия федерального (общероссийского) значения.
Настоятель храма — митрофорный протоиерей Геннадий Ведерников, клирик — протоиерей Виктор Зырянов.

## История
Храм был построен по желанию и на средства владельца Невьянского и Быньговского заводов Петра Саввича Яковлева. Он подал прошение на строительство в Святейший Синод, это прошение, в свою очередь, было представлено императрице. 1 сентября 1788 года Екатерина II подписала указ о строительстве каменной церкви во имя Святителя Николая Чудотворца. 18 октября 1788 года архиепископ Тобольский и Сибирский Варлаам благословил закладку церкви и выдал грамоту на строительство. Строительные работы начались в мае 1789 года.
Одной из причин финансирования строительства храма Яковлевым стало противостояние старообрядчеству. До постройки храма Николая Чудотворца в Быньгах существовали две старообрядческие часовни, построенные в последней четверти XVIII века. После строительства храма Николая Чудотворца был открыт самостоятельных приход, и к нему были приписаны две деревни: Верхние и Нижние Таволги, населённые в основном староверами. Причт состоял из священника и псаломщика.
Основной этап строительство был завершён в течение семи лет, освящение храма состоялось 24 января 1797 года. 21 сентября 1815 года Невьянская заводская контора обратилась к епископу Пермскому и Екатеринбургскому Иустину с прошением устроить в храме с северной стороны придел. Благословение было получено и по завершении работ 8 ноября 1819 года протоиерей Феодор Карпинский освятил северный придел во имя Успения Божией Матери.
В 1852 году по периметру храма была возведена каменная ограда с тремя воротами. В 1857 году были проведены восстановительные и реставрационные работы, разобрана стеклянная перегородка отделявшая северный придел. С этого периода храм стал тёплым — были сложены новые печи, обновлена стенная живопись, стены окрашены жёлтой масляной краской, постлан новый чугунный узорчатый пол, а подвал засыпан песком. Перед алтарями устроены солеи и амвоны, деревянные крылечки были заменены на каменные со ступеньками из чугунных узорчатых плит, с главного хода на паперть устроена большая чугунная дверь, крыши покрыты железом, выкрашенным зелёной краской. Успенский иконостас был обновлён и повторно освящён 25 января 1858 года.
В 1862 году в храме были поставлены 4 новые печи-голландки в железных кожухах, а в куполе устроен круговой балкон (балюстрад) для хора певчих. К 1863 году был пристроен третий — южный придел, освящённый 30 января 1863 года во имя Сретения Господня
В 1926 году на Урале произошёл церковный, так называемый Григорианский раскол во главе со Свердловским архиепископом Григорием. С 1926 по 1938 год община входила в юрисдикцию раскольников.
С 1939 по 1944 годы богослужения в храме не совершались из-за отсутствия священника, хотя юридически церковь не закрывалась. В 1944 году при содействии уполномоченного по делам религий В. Н. Смирнова храм был вновь открыт и освящён архиепископом Свердловским Варлаамом
С 2011 года храм относится к Нижнетагильской епархии. С 2013 года реставрационные работы ведутся при поддержке фонда «Город без наркотиков».

## Архитектура

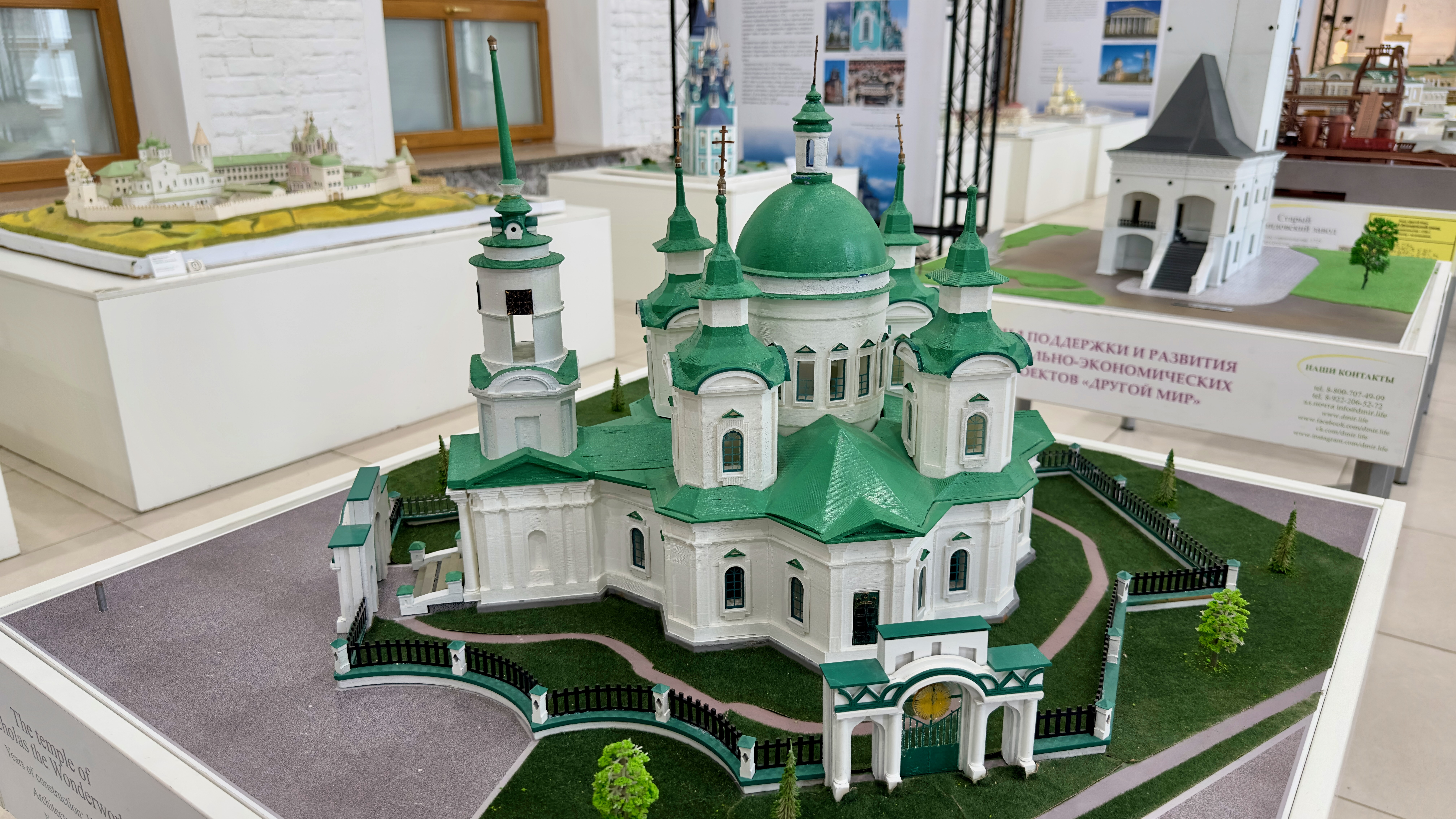
Макет в музее УрГАХУ

Храм расположен в центральной части села Быньги и по периметру окружён церковной площадью.
Здание каменное, центрического типа, со сложными очертаниями плана. Квадрату приданы четыре трёхгранных выступа с диагональными боковыми стенами. У здания пять глав, увенчанных крестами и колокольня с часами-курантами, изготовленными мастерами Невьянского завода. Высота колокольни достигает 57 метров. Вместе со срезанными углами самого квадрата и примыкающей с запада колокольней возникает оригинальная двадцатигранная конфигурация, в которой прямые углы имеет только основание колокольни.
Выступы основного объёма, за исключением алтаря, оформлены двухколонными портиками римско-дорического ордера; вход под колокольней решён как портик, только с двумя парами колонн. Все портики имеют фриз с триглифами и заполненными розетками метопами, венчаются треугольными фронтонами. В 1852 году храм был обнесён оградой, следующей его очертаниям. В ограде трое ворот, обработанных тосканскими полуколоннами, полуциркульными и килевидными архивольтами. Средняя часть ворот повышена и завершается аттиком. Имя архитектора неизвестно.

### Интерьер
Главный иконостас создан ко времени освящения храма в начале 1797 года. Деревянный позолоченный иконостас, выполнен в барочном стиле и украшен резьбой, имеет необычную и сложную конструкцию. Его средняя — главная — часть почти круглой формой сильно выступает на очень просторную солею. Главные иконы — ростовые изображения Господа Вседержителя и Богородицы Великой Панагии — находятся по бокам этой округлости иконостаса, и увидеть их одновременно возможно только в ракурсе и только частично, так как деревянные щиты икон, повторяя форму конструкции, искусственно закруглены.
Прихожанин, стоящий напротив Царских врат, в нижнем ряду хорошо видит только образы Архангелов, написанные на диаконских вратах. Ажурная резьба Царских врат гирляндами из ветвей и цветов опоясывает круглые медальоны с изображениями евангелистов и Благовещения Пресвятой Богородицы. Икона Благовещения разделена на две половины, которые при закрытых вратах образуют круг. Все образа Царских врат покрыты ризами. Выше, в проёме арки, в круге золотых лучей находится маленькая круглая иконка с образом Господа Саваофа. Над Царскими вратами помещён образ Тайной вечери, традиционную композицию которого иконописец дополнил «Омовением ног». Все остальные иконы алтарной преграды — это образы праздничного цикла, преимущественно Господские.
Стиль живописи большинства икон соответствует невьянскому конца XVIII — первого десятилетия XIX века. В художественном отношении живопись иконостаса представляет собой «богатыревский» стиль невьянской иконописной школы. Кто именно создал иконы — неизвестно, но манера их исполнения по некоторым признакам отличается от живописной манеры мастерской Богатырёвых. Также несомненно, что иконописец работал не один: образы Архангелов Михаила и Гавриила написаны, вероятно, чуть позже и несколько иначе, нежели образы Спасителя, Богородицы и некоторых праздников, — более ярко, в том числе и по колориту.

## Настоятели и священники
За время действия храма сменилось три десятка священнослужителей:
| №  | Период       |                                            | Комментарий                                           |
| -- | ------------ | ------------------------------------------ | ----------------------------------------------------- |
| 1  | 1796—1804    | священник Василий Чернавин                 |                                                       |
| 2  | 1804—1829    | священник Тимофей Пономарёв                |                                                       |
| 3  | 1829—1852    | священник Иоанн Пономарёв                  | сын Тимофея Пономарёва                                |
| 4  | 1852—1854    | священник Григорий Пономарёв               | сын Иоанна Пономарёва                                 |
| 5  | 1854—1855    | священник Александр Удинцев                |                                                       |
| 6  | 1855—1871    | священник Николай Варушкин                 |                                                       |
| 7  | 1871—1880    | священник Иоанн Луканин                    |                                                       |
| 8  | 1880—1882    | священник Мартирий Филиновскии             |                                                       |
| 9  | 1883—1884    | священник Василии Золотавин                |                                                       |
| 10 | 1884—1893    | священник Владимир Попов                   |                                                       |
| 11 | 1893—1894    | заведовали Невьянские священники           |                                                       |
| 12 | 1894—1897    | священник Михаил Христолюбов               | автор исторического очерк 1897 года к 100-летию храма |
| 13 | 1905—1909    | священник Николай Дягилев                  |                                                       |
| 14 | 1932         | иеромонах Венедикт (Змановский)            |                                                       |
| 15 | 1934—1937    | священник Михаил Кукарин                   |                                                       |
| 16 | 1937         | протоиерей Николай Архангельский           |                                                       |
| 17 | 1937—1939    | священник Михаил Кукарин                   |                                                       |
| 18 | 1944—1945    | протоиерей Андрей Чечулин                  |                                                       |
| 19 | 1945—1947    | протоиерей Иоанн Попов                     |                                                       |
| 20 | 1947—1955    | протоиерей Яков Кашин                      |                                                       |
| 21 | 1956—1958    | протоиерей Гавриил Панов                   |                                                       |
| 22 | 1958—1959    | протоиерей Николай Сковородко              |                                                       |
| 23 | 1959—1963    | протоиерей Василий Козлов                  |                                                       |
| 24 | 1963—1978    | протоиерей Артемий Васев                   |                                                       |
| 25 | 1978         | протоиерей Николай Зеленин                 |                                                       |
| 26 | 1979         | протоиерей Григорий Денисов                |                                                       |
| 27 | 1980—1987    | протоиерей Григорий Татауров               |                                                       |
| 28 | 1980—2013    | протоиерей Виктор Зырянов                  | в настоящее время служит там же клириком              |
| 29 | 2013 — н. в. | митрофорный протоиерей Геннадий Ведерников |                                                       |

### Преподобномученик Ардалион
Один из настоятелей храма причислен к преподобномученикам — Ардалион (Александр Пономарёв) был репрессирован в 1937 году. В 1899 году после окончания Пермской семинарии был рукоположен в священники. Первым местом его службы стал храм Николая Чудотворца в Быньгах. В 1933 году отец Александр принял постриг с именем Ардалион. В 1934 году митрополит Московский и Коломенский Сергий (Страгородский) наградил иеромонаха Ардалиона саном игумена — «за усердное служение Церкви Божией». С 1936 по 1937 год он фактически возглавлял Челябинскую епархию. Игумен Ардалион был возведён в сан архимандрита. Осуждён ОСО при НКВД СССР и арестован в начале января 1937 года в Невьянске. После приговора архимандрит отправлен в Архангельскую область в пересыльный лагерь города Котлас, затем отправлен в Воркуту, где умер 29 июля 1938 года.

## В культуре
Храм Николая Чудотворца фигурирует в кадрах нескольких советских художественных фильмах: «Угрюм река» 1968 года и «Приваловские миллионы» 1972 года, обе работы режиссёра Ярополка Лапшина.

## Галерея

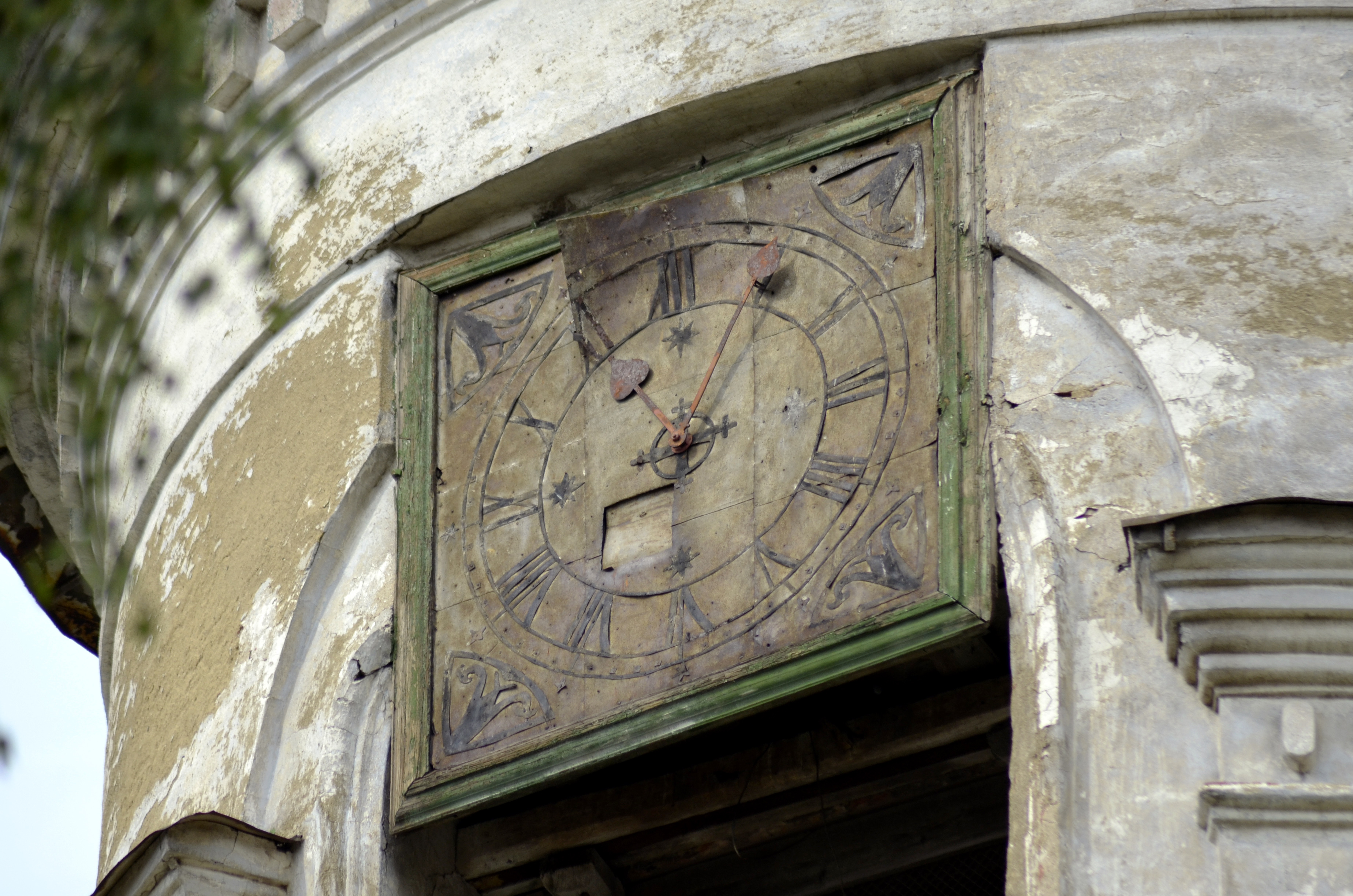
Часы на южном фасаде
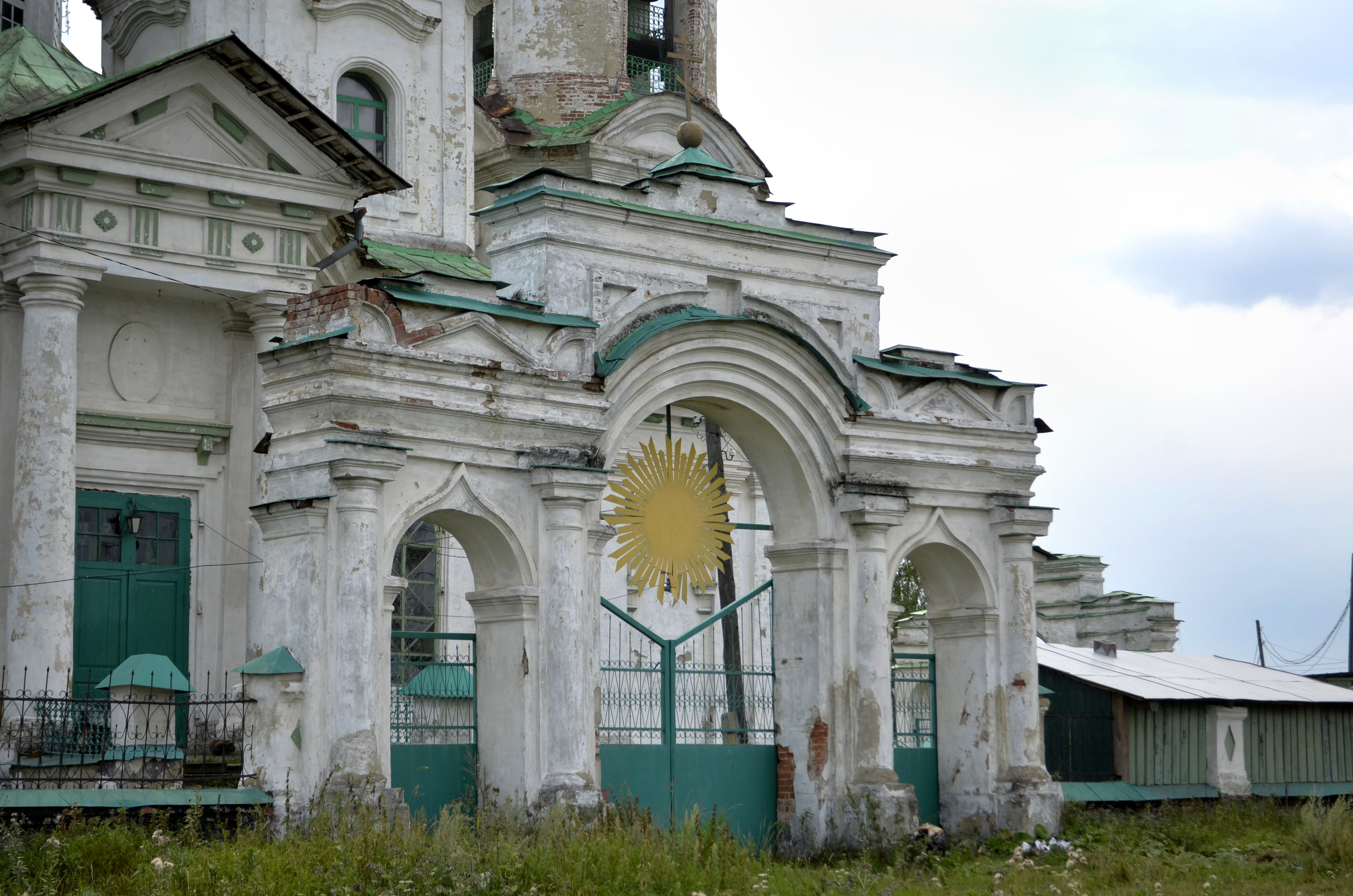
Солнце на северных воротах
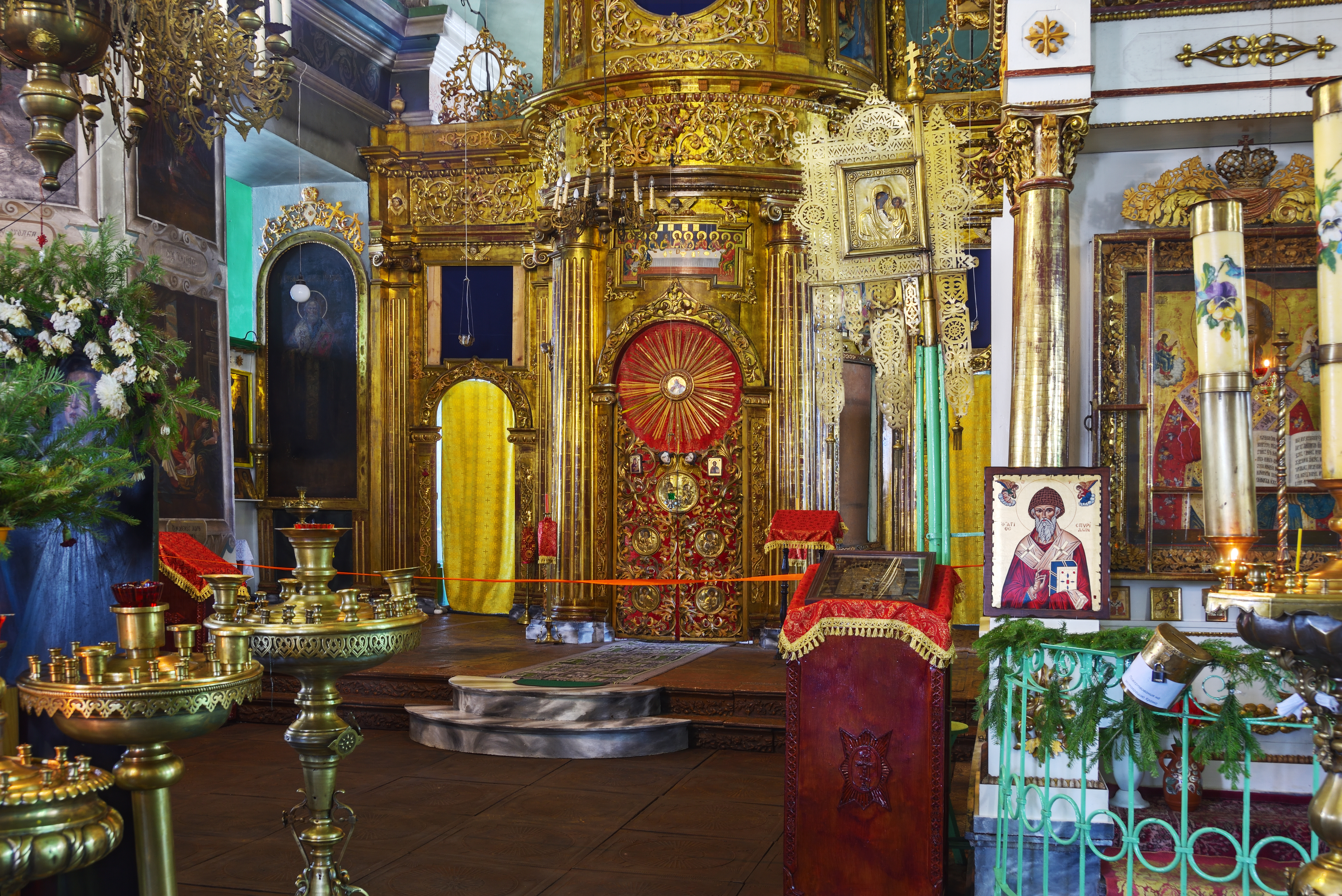
Алтарная часть
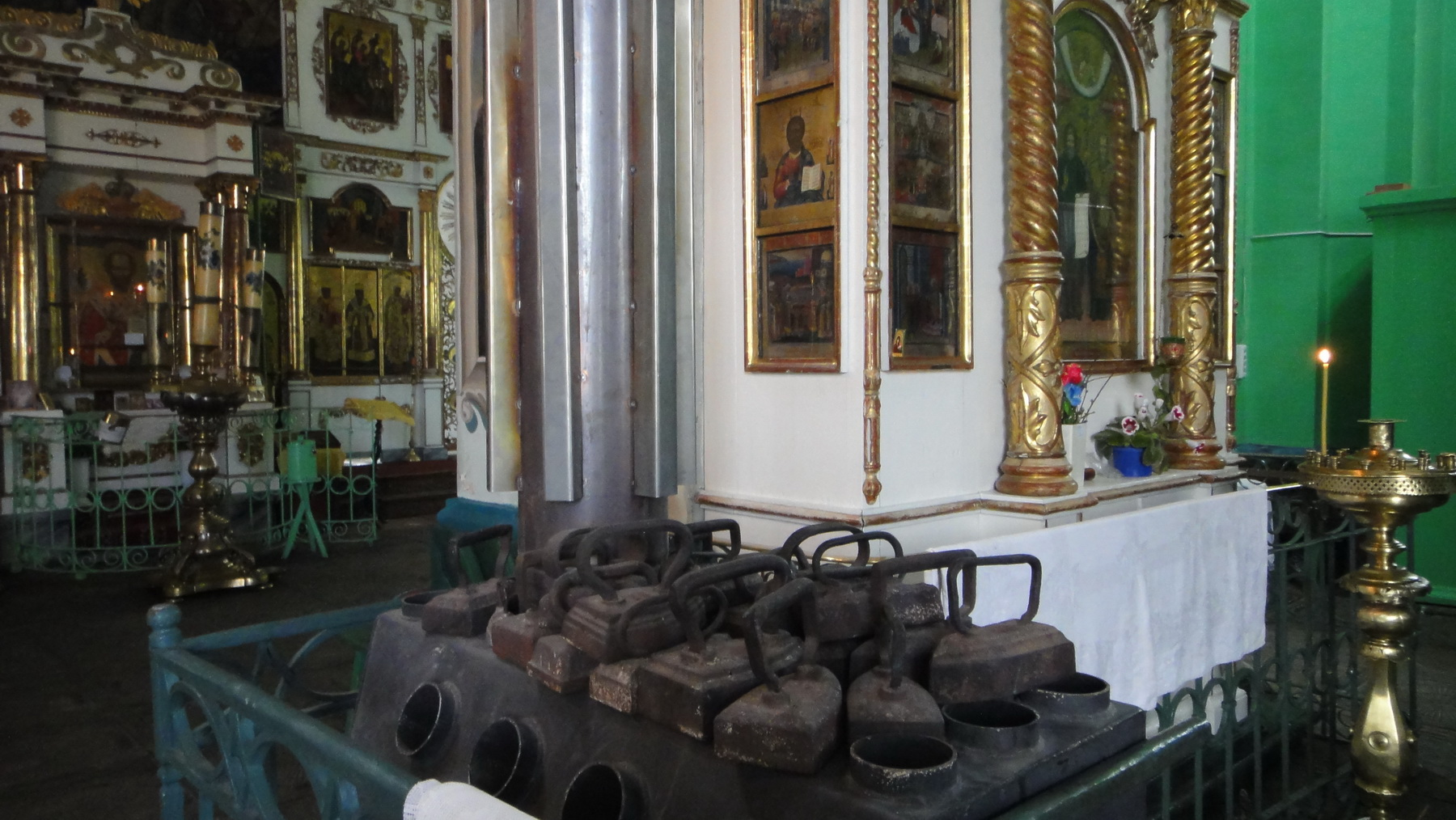
Утюги в церкви